# Zimbra (banda)
Zimbra é uma banda de pop rock santista, composta por Rafael Costa, ou Bola (voz e guitarra), Vitor Fernandes (voz de apoio e guitarra), Guilherme Goes (baixo) e Pedro Furtado (bateria). A banda tomou uma proporção nacional, chegando a tocar em festivais grandes, como Lollapalooza de 2015 e no Rock In Rio de 2019. A banda também fez parte da trilha sonora da série original Globoplay "Shippados", com a música "Me Mude".
Através do formato clássico das bandas de rock, adicionando músicos convidados tocando trompete e trombone, a música da Zimbra pode ser definida, em nome da praticidade, como o autêntico pop rock nacional. Porém, fica claro, logo a primeira ouvida que o gênero não faz jus a originalidade e contemporaneidade do grupo. Tendo como as maiores referências grandes nomes da música brasileira como Charlie Brown Junior, Caetano Veloso, Tim Maia, Djavan, Paralamas do Sucesso, Barão Vermelho e ídolos da música estrangeira como os Beatles, Foo Fighters, Jamiroquai e outros, o som da banda é revigorante e inovador, sem tirar o pé do que se chama de apelo popular.
O grupo passou cerca de 10 anos gravando músicas de forma independente. Em 2022, a banda lançou o álbum "Sala Dois" que marcou a entrada da Zimbra na Midas Music, mesma gravadora dos Titãs, Vitor Kley, entre outros.
A banda, com 4 álbuns lançados e diversos EPs, Singles e clipes , já gravou com outros artistas como SuperCombo, Versalle, Esteban Tavares e Dinho Ouro Preto.

## História

### Origem, Panorama e primeiro disco (2007-2013)
Os primos Rafael e Vitor iniciaram seu primeiro projeto musical em 2007. No mesmo ano, Guilherme e Pedro eram integrantes de outro projeto que coexistia na cena musical de Santos da época. Com o fim de ambos os projetos, em 2010, os 4 integrantes se uniram para criar a banda Panorama.
No mesmo ano, a banda lançou uma demo com 10 faixas. Os primeiros shows como Panorama aconteceram em 2011. 
Em 2012, a banda convida dois músicos para tocar os metais e lança o EP Cronograma com 6 músicas. Após o lançamento, os integrantes já estavam em busca um novo nome para a banda, por conta de um conflito de direitos com outro projeto já existente. Um amigo e também ex-integrante da banda, André Calvão, deu a ideia de um novo nome pra banda. Ele sugere o nome ''Zimbra'' que, de acordo com o próprio, era uma gíria popular em Santos como uma forma de dizer que algo era legal, divertido. Daí, se abandona o nome "Panorama" para o atual nome da banda.
No ano seguinte, 17 de Junho de 2013, a recém nomeada Zimbra, lança, de forma independente, o seu primeiro álbum, "O Tudo, O Nada e o Mundo" com 12 faixas, sendo 7 inéditas e 5 do EP Cronograma. Esse disco abriga vários clássicos da banda como "Amanhã", "Missão Apollo", "Orfanato" e o grande sucesso da banda, "Viva".
A divulgação do álbum foi basicamente pela internet, Bola comenta em entrevista para o PlayTv "A gente é uma banda que surgiu na internet, no auge das redes sociais, o Facebook estourando", Vitor complementa "A internet foi o principal veículo pra banda disseminar, a gente acordou num dia e tinha fã em Manaus".

### Mocado, Lollapaloza e Azul (2014-2016)
No ano de 2014, os integrantes já estavam de volta no estúdio para gravar três músicas que iriam se transformar no novo EP Mocado. As músicas deste novo trabalho chamaram atenção pela mistura na medida certa do romantismo melodramático com elementos do funk e soul brasileiro da década de 1970.  Mocado foi lançado pela Zimbra, de forma independente, no dia 8 de Maio de 2014 e foi premiado como "EP do ano" no Prêmio Rock Show. Porém, 10 músicas ficaram de fora do EP, e uma delas seria lançada apenas seis anos depois, que foi o caso de Lua Cheia.
Em 2015, Zimbra ganha um concurso da 89 FM e é convidada a tocar no Lollapaloza, foi a partir desse momento que o grupo começou a ter um maior espaço no cenário musical brasileiro. "Tocar no Lollapalooza foi uma experiência maravilhosa tanto pessoalmente como profissionalmente, e desde lá colhemos muitos frutos bons em nossa carreira também. Foi um dia especial. Vamos lembrar pra sempre." disse Rafael. No mesmo ano, a banda volta ao estúdio e grava e lança o single "Já Sei" e anuncia o começo da gravação do segundo álbum, o "Azul". Rafael Costa, vocalista da banda anuncia uma campanha no Catarse, na qual os fãs poderiam ajudar no financiamento do novo álbum.
"O nosso primeiro álbum é muito impulsivo, a gente pegou as músicas mais legais e gravamos, coisa de adolescente [risos]. O Azul não, antes de selecionar as músicas a gente sentou e conversou sobre o que a gente queria passar no disco." comentou Rafael em entrevista para o PlayTv. O vocalista ainda comenta que o nome "Azul" foi adequado pois as letras e as melodias são mais melancólicas.
No dia 23 de Junho de 2016, é lançado o álbum "Azul". Novamente, a banda trabalhou com o produtor Lampadinha, que já trabalhou com nomes como Titãs, Charlie Brown Jr, Los Hermanos, entre outros, além de ter ganhado também dois Grammy Latinos. Neste novo trabalho, a banda reforça sua busca por uma personalidade musical própria. Com letras de poesia indiscutível, melodias envolventes e cadências marcantes, a sonoridade do álbum é sincera e orgânica. De acordo com os integrantes, o nome do disco se relaciona com a aura e ambiência das faixas, que – em contraponto com o trabalho antecessor, o EP Mocado – demonstram um lado mais sensível e por vezes até melancólico. A banda abriu a turnê Azul e percorreu o Brasil inteiro.

### Panorama Sessions, Verniz e Rock in Rio (2017-2019)
Em agosto de 2017, o grupo lança o single "A Cidade" com a produção de Esteban Tavares, que teve o primeiro contato com a Zimbra nesse momento. Em dezembro, a banda fez uma série periódica de 5 vídeos nomeados como "Panorama Sessions", na qual pegava 5 músicas da demo de 2010, ainda como Panorama, e lançou em forma acústica. No mesmo mês, Zimbra começa as gravações de um novo álbum ainda sem nome. O local onde foi gravado foi na casa do Esteban. O mesmo ainda foi o produtor do álbum e teve participação na composição e nos vocais da resplandecente "Céu de Azar". O álbum estava planejado para lançar em dezembro de 2018, porém em janeiro e fevereiro de 2019, a banda volta aos Estúdios Tavares para gravar mais duas músicas, "Ontem" e "Quem Diria". Essa última teve participação de Dinho Ouro Preto. Sobre a participação de Dinho, Rafael fala “O Dinho sempre foi um ídolo para nós. Estávamos pensando em alguns nomes para participar do álbum, e, mesmo sem nenhum contato com ele, resolvemos arriscar. Entramos em contato sem muita pretensão que fosse nos responder, enviamos a música e, para nossa surpresa, ele ouviu, gostou e no dia seguinte já estava no estúdio gravando com a gente. Foi demais e uma honra poder ter um dos nossos ídolos em nosso novo álbum."
Em Março, o grupo revela o nome do novo álbum, "Verniz". O nome tem dois motivos, de acordo com Bola (Rafael Costa) numa live no Instagram. A sonoridade do album remete aos anos 80, época em que o uso de verniz era bastante usado nos móveis das casas. O outro motivo significativo é explicado pela banda ter achado o trabalho o mais bem produzido, como se tivesse sido revestido por verniz. O álbum foi lançado dia 5 de Abril e teve destaques para "Céu de Azar", "Toda Vez Que Eu Erro", "Você É A Mais Sincera" e "Quem Diria".
De acordo com Rafael Costa em entrevista ao Nação da Música, o álbum levou cerca de 1 ano e meio para ser gravado, mixado e masterizado. "Foi um processo que durou bastante tempo até porque ao longo desse caminho a gente foi dando um aprimoramento, buscando um pouco da identidade que a gente já sabia o que queríamos, mas fomos descobrindo outras coisas nesse processo. O que foi bem legal porquê como a gente teve uma experiência bem enriquecedora com o Esteban Tavares, que é o produtor do disco, a gente acabou tendo que adiar um pouco esse lance do lançamento e descobrimos algumas coisas novas nesse meio de caminho. Então foi bem legal.", continua o vocalista.  
Ainda no mesmo ano, o grupo foi convidado a tocar no, internacionalmente conhecido, Rock in Rio. Tocando no mesmo palco que Selvagens à Procura de Lei, Lagum e outros. A banda estava muito ansiosa e disse que tocar no festival era "sonho de criança". "A gente sempre sonhou em assistir a um evento desse e hoje estamos indo tocar. Surreal demais!” reforça Bola. Com um rico repertório, Zimbra tocou clássicos que animou o público e chamando a atenção de um novo público.

### Pandemia, Gravadora Midas e Sala Dois (2020 - presente)
Em Março de 2020, a banda anunciou nas redes sociais um novo EP chamado Lua Cheia / Claro que o Sol, que trazia duas músicas autointituladas no nome do EP. No dia 27 do mesmo mês o EP é lançado. Rafael fala sobre o EP e sua sonoridade "Os singles nos permitem experimentar coisas individuais sem ter um compromisso 100% conceitual. Depois de termos lançados dois álbuns completos recentemente, optamos por nos arriscarmos mais, experimentar e testar coisas que queríamos, mas sem perder nossa identidade". Ambas as músicas ganharam clipes. O EP foi gravado nos Estúdios Sunshine e foi a primeira vez que o grupo produziu um trabalho por conta própria.
Nesse meio tempo, a pandemia da COVID-19 foi declarada pela ONU o que afetou bastante a banda, a qual teve que cancelar suas apresentações ao vivo com públicos para não propagar a disseminação do vírus. Porém, sem shows, os integrantes perderam grande parte da renda, impedindo que o grupo fizesse o "ano produtivo" que eles planejavam. Era planejado lançar oito singles, 4 clipes, porém em virtude das dificuldades financeiras, lançaram apenas o EP Lua Cheia / Claro que o Sol e os clipes paras as duas músicas.  Com o intuito de manter a banda financeiramente, no dia 23 de Junho, foi anunciado o Projeto Viva, o qual os fãs podiam fazer uma assinatura mensal e ter acesso a conteúdo exclusivo. "No nosso caso, esse conteúdo seria vídeos exclusivos, versões acústicas, lives semanais, lançamentos antecipados, sorteios e outras coisas que podemos pensar juntos."
No final de 2020, a banda começa a entrar em acordo com a gravadora Midas Music. De acordo com Guilherme, baixista da banda, isso aconteceu quando o atual produtor da banda Andherson Niko Miguez, que já acompanhava a banda há um tempo, os chamou para a gravadora. O Estúdio Sunshine, estúdio onde a banda ensaiavam e onde foi gravado o EP Lua Cheia / Claro que o Sol, ficava perto do local onde Andherson trabalhava no começo de carreira, o que facilitou a comunicação. O acordo veio à público em 2021 quando a banda lançou o single "Vida Num Segundo", nesse tempo, começou a surgir boatos de um novo disco. No final do ano, com a queda dos casos de Covid-19, os shows, agora com restrições, começaram a voltar.
A banda começou a planejar o quarto álbum, que viria ser o primeiro álbum da banda na gravadora Midas. No dia 24 de março de 2021, a banda lança o álbum "Sala Dois", no qual os integrantes tentam reforçar a identidade da Zimbra e não apenas se reinventar em questão de sonoridade. Bola conta que a pandemia teve influência na produção do Sala Dois, “É um disco que tem uma carga muito grande depois desse processo de isolamento social. Por isso que a gente, talvez, esteja dizendo muito que é o disco que melhor nos representa: porque é um disco que a gente gravou com uma vontade que há muito tempo a gente não tinha de fazer alguma coisa”. A banda tentou extrair o melhor de todos os 3 discos que já tinham lançado para este discos.
O grupo conta que as influências do disco foram eles mesmos, e que não sentia tanta necessidade de se reinventar, "Em 1920, 1930, dava pra você fazer isso, ser 100% original, porque não existia muita coisa ali, mas hoje em dia é muito difícil você criar alguma coisa muito inédita. A gente sabe que a banda, na hora de entrar no estúdio, é infestada de referências e influências", conta Bola.

## Prêmios e indicações
| Ano  | Prêmio                              | Categoria                           | Indicação                | Resultado |
| ---- | ----------------------------------- | ----------------------------------- | ------------------------ | --------- |
| 2013 | Prêmio Rock Show                    | Disco do Ano (Voto Popular)         | O Tudo, o Nada e o Mundo | Venceu    |
| 2014 | Prêmio Rock Show                    | EP do Ano                           | Mocado                   | Venceu    |
| 2014 | Prêmio Rock Show                    | Aposta Nacional 2015                | A própria banda          | Venceu    |
| 2020 | Prêmio Dynamite                     | Melhor Lançamento de Rock 2018-2019 | Verniz                   | Indicado  |
| 2023 | Prêmio da Música Brasileira de 2023 | Música Popular (Grupo)              | A própria banda          | Indicado  |

| Ano  | Concurso                 | Organizadora       | Prêmio                     | Resultado |
| ---- | ------------------------ | ------------------ | -------------------------- | --------- |
| 2013 | Banda da Galera          | Oi                 | Vaga no Rock in Rio 2013   | Indicado  |
| 2014 | Temos Vagas              | 89 FM A Rádio Rock | Vaga no Lollapalloza 2015  | Venceu    |
| 2015 | Passaporte Brazilian Day | Clap Me            | Vaga no Brazilian Day 2015 | Indicado  |

## Integrantes

### Atuais integrantes
- Rafael Costa (vocal, guitarra e violão)
- Vitor Fernandes (vocal de apoio, guitarra e violão)
- Guilherme Goes (baixo)
- Pedro Furtado (bateria)

### Banda de apoio
- Ricardo Batata (trombone)
- Cassio Peixoto (trompete)

### Ex-integrantes
- André Calvão - (2010-2011, Panorama)

## Discografia

### Álbuns
| Ano  | Informações do disco                                                                | Gravadora/selo | Produção                           |
| ---- | ----------------------------------------------------------------------------------- | -------------- | ---------------------------------- |
| 2013 | O Tudo, o Nada e o Mundo - Lançamento: 17 de junho de 2013 - Formato: CD, Streaming | Independente   | Lampadinha                         |
| 2016 | Azul - Lançamento: 23 de junho de 2016 - Formato: CD, Streaming                     | Independente   | Lampadinha                         |
| 2019 | Verniz - Lançamento: 5 de Abril de 2019 - Formato: CD, Streaming                    | Independente   | Esteban Tavares                    |
| 2022 | Sala Dois - Lançamento: 24 de março de 2022 - Formato: Streaming                    | Midas Music    | Rick Bonadio Andherson Niko Miguez |
| 2024 | Pouso - Lançamento: 30 de agosto de 2024 - Formato: Streaming                       | Midas Music    | Rick Bonnadio Sérgio Freud         |

### EPs (extended plays)
| Ano  | Informações do EP                                                  | Gravadora/selo | Produção         |
| ---- | ------------------------------------------------------------------ | -------------- | ---------------- |
| 2014 | Mocado - Lançamento: 8 de maio de 2014                             | Independente   | Lampadinha       |
| 2023 | Recortes - Lançamento: 29 de Junho de 2023                         | Midas Music    | Rodrigo Castanho |
| 2024 | Metade de Um Disco (feat. Hotelo) - Lançamento: 4 de abril de 2024 | Midas Music    | Zimbra, Hotelo   |

### Singles
| Ano  | Informações do single                                                              | Gravadora/selo | Produção              |
| ---- | ---------------------------------------------------------------------------------- | -------------- | --------------------- |
| 2012 | Três Semanas e Meia - Lançamento: 10 de abril de 2012 - Formato: Streaming         | Independente   | Lampadinha            |
| 2015 | Já Sei - Lançamento: 5 de julho de 2015 - Formato : Streaming                      | Independente   | Lampadinha            |
| 2017 | A Cidade - Lançamento: 10 de agosto de 2017 - Formato: Streaming                   | Independente   | Esteban Tavares       |
| 2020 | Lua Cheia / Claro que o Sol - Lançamento: 27 de Março de 2020 - Formato: Streaming | Independente   | Bruno Pelloni         |
| 2022 | Abismo - Acústico - Lançamento: 21 de Junho de 2022 - Formato: Streaming           | Midas Music    | Andherson Niko Miguez |

## Trilha sonora em mídias externas
| Música  | Informações da série | Plataforma |
| ------- | -------------------- | ---------- |
| Me Mude | Shippados (2019)     | Globoplay  |